# Équipe de France de futsal FIFA en 1998
L'Équipe de France de futsal FIFA joue son premier match le 17 mars 1997 à la demande de la Fédération belge qui recherche un match amical. Il faut attendre un an avant la seconde rencontre et un nouvel amical contre la Belgique avec les éliminatoires pour le Championnat d'Europe 1999. Non qualifiés pour la compétition, les Bleus jouent un tournoi d'exhibition fin 1999 à Singapour.

## Résumé de l'année

### Un premier match officiel en 1997
En mars 1997, la Fédération royale belge de football cherche un adversaire pour son équipe espoir U21 de football en salle et se tourne vers la France. Cette invitation contraint la Direction technique nationale de la FFF à mettre sur pieds son Équipe de France de la discipline. Jacques Devismes est nommé sélectionneur et responsable de la Direction technique du football en salle.
Une détection est organisée au sein de ligues régionales de football où se joue du football en salle (Alsace, Nord-Pas de Calais et Rhône-Alpes) qui permet de sélectionner un groupe de footballeurs profanes. Le premier rassemblement a lieu à Wasquehal dans le Nord de la France où la discipline est connue par sa proximité avec la Belgique. Pierre Jacky, nommé adjoint de Jacques Devismes, se souvient : « Les joueurs ne connaissaient pas vraiment les règles du futsal puisque nous les adaptions dans nos championnats. Nous n’avions même pas de ballons puisque nous jouions encore avec les ballons en feutrine. Nous avions convoqué les joueurs le matin. L’après-midi, nous avons effectué une séance avec un arbitre qui nous expliquait les règles. Même nous, les entraineurs, ne connaissions pas les détails du règlement ».
Contre toute attente, l'Équipe de France de futsal FIFA remporte cette première rencontre amicale contre les Espoirs belges (3-1). Franck Le Terrier, Koffigan Anny et Laurent Scweibe sont les premiers buteurs de l'histoire de la sélection.

### Changement d'entraîneur et première compétition officielle
James Doyen prend la succession de Jacques Devismes à l'automne 1998.
Le 9 octobre 1998, la France dispute le premier match de son histoire sur son sol, cette fois contre l'équipe A de la Belgique, un des ténors du futsal européen. Mal préparés et en manque de repères, les tricolores s'inclinent 8-1 à Villeneuve-d'Ascq. Le but français est marqué par Fréchet. Sabani et Duponcheel sont sur le terrain.
Les Bleus participent aux qualifications pour le Championnat d'Europe 1999 à Reggio de Calabre en Italie en novembre 1998. Dépassés par la Géorgie (4-8), ils sont moins distancés face à la Biélorussie (4-6) avant de sombrer face à la sélection italienne (0-8).
| Rang | Équipe      | Pts | J | G | N | P | Bp | Bc | Diff |
| ---- | ----------- | --- | - | - | - | - | -- | -- | ---- |
| 1    | Italie      | 9   | 3 | 3 | 0 | 0 | 18 | 4  | +14  |
| 2    | Géorgie     | 6   | 3 | 2 | 0 | 1 | 15 | 13 | +2   |
| 3    | Biélorussie | 3   | 3 | 1 | 0 | 2 | 12 | 14 | -2   |
| 4    | France      | 0   | 3 | 0 | 0 | 3 | 8  | 22 | -14  |

### Tournoi fin 1999 à Singapour
À l'occasion du Tiger 5s futsal en décembre 1999 à Singapour, les organisateurs croient inviter l’équipe championne du monde de football l'année précédente.
La France subit la loi du Brésil (1-11), futur vainqueur du tournoi, avant de remporter sa première victoire en compétition officielle face à la Malaisie (2-0). La France termine seconde du groupe C et est éliminée.
| Rang | Équipe   | Pts | J | G | N | P | Bp | Bc | Diff |
| ---- | -------- | --- | - | - | - | - | -- | -- | ---- |
| 1    | Brésil   | 6   | 2 | 2 | 0 | 0 | 26 | 1  | +25  |
| 2    | France   | 3   | 2 | 1 | 0 | 1 | 3  | 11 | -8   |
| 3    | Malaisie | 0   | 2 | 0 | 0 | 2 | 0  | 17 | -17  |

## Résultats
En 1998, l'équipe de France de futsal FIFA participe à quatre rencontres pour autant de défaites (neuf buts marqués et trente encaissés).
Malgré deux victoires en sept matchs, la France n'en sort pas grandie et les statistiques se confirment avec cinq défaites et quinze buts marqués pour 42 encaissés.

### Calendrier 1997-1999
| # | Date              | Adversaire   | Score  | Lieu                      | Compétition       | Buteurs français                   |
| - | ----------------- | ------------ | ------ | ------------------------- | ----------------- | ---------------------------------- |
| 1 | 17 mars 1997      | Belgique U21 | 1 - 3  | Mouscron, Belgique        | A                 | Le Terrier, Anny, Scweibe          |
| 2 | 19 octobre 1998   | Belgique     | 1 - 8  | Villeneuve-d'Ascq, France | A                 | ?                                  |
| 3 | 7 novembre 1998   | Géorgie      | 4 - 8  | Reggio de Calabre, Italie | qualif. Euro 1999 | Anny, Duponcheel x2, Am. Yahia     |
| 4 | 8 novembre 1998   | Biélorussie  | 4 - 6  | Reggio de Calabre, Italie | qualif. Euro 1999 | Am. Yahia, Azhari, Ab. Yahia, Anny |
| 5 | 10 novembre 1998  | Italie       | 8 - 0  | Reggio de Calabre, Italie | qualif. Euro 1999 | -                                  |
| 6 | 1er décembre 1999 | Brésil       | 11 - 1 | Singapour, Singapour      | Tiger 5's         | ?                                  |
| 7 | 2 décembre 1999   | Malaisie     | 2 - 0  | Singapour, Singapour      | Tiger 5's         | ?                                  |

### Détails de matchs
| Titulaires : |                   |
|              |                   |
|              | Bievez Fréderic   |
|              | Deguevy Olivier   |
|              | Ghys Bert         |
|              | Gromnen Johan     |
|              | Habran Dimitri    |
|              | Jacobs Danny      |
|              | Michiels Bart     |
|              | Rachdi Ferid      |
|              | Smolders Tim      |
|              | Vansimpsen Gert   |
|              | Vereockon Jacques |
|              |                   |

| Titulaires :     |                      |
|                  |                      |
|                  | Patric Payre         |
|                  | Yann Dumas           |
|                  | Jean-Louis Fernandez |
|                  | Laurent Scweibe      |
|                  | Pascal Johansen      |
|                  | Amerouche Yahia      |
|                  | Abdelnasser Yahia    |
|                  | Bruno Garnot         |
|                  | Franck Le Terrier    |
|                  | Koffigan Anny        |
|                  |                      |
| Sélectionneur :  |                      |
| Jacques Devismes |                      |

| Titulaires : |                   |
|              |                   |
|              | Bievez Fréderic   |
|              | Deguevy Olivier   |
|              | Ghys Bert         |
|              | Gromnen Johan     |
|              | Habran Dimitri    |
|              | Jacobs Danny      |
|              | Michiels Bart     |
|              | Rachdi Ferid      |
|              | Smolders Tim      |
|              | Vansimpsen Gert   |
|              | Vereockon Jacques |
|              |                   |

| Titulaires :     |                      |
|                  |                      |
|                  | Patric Payre         |
|                  | Yann Dumas           |
|                  | Jean-Louis Fernandez |
|                  | Laurent Scweibe      |
|                  | Pascal Johansen      |
|                  | Amerouche Yahia      |
|                  | Abdelnasser Yahia    |
|                  | Bruno Garnot         |
|                  | Franck Le Terrier    |
|                  | Koffigan Anny        |
|                  |                      |
| Sélectionneur :  |                      |
| Jacques Devismes |                      |

| Match amical                                | France | 1 – 8 | Belgique |                   |                   |
| 19 octobre 1998 · Historique des rencontres |        |       |          | Villeneuve-d'Ascq | Villeneuve-d'Ascq |

| Titulaires :    |                     |  |
|                 |                     |  |
| 1               | Sylvain Morice      |  |
| 2               | Rachid Azhari       |  |
| 3               | Fernando Da Cruz    |  |
| 4               | Olivier Debande     |  |
| 5               | Frédéric Duponcheel |  |
| 6               | Joël Fréchet        |  |
| 7               | Koffigan Anny       |  |
| 8               | David Konior        |  |
| 9               | Stéphane Marie      |  |
| 10              | Fabrice Riva        |  |
| 11              | Abdelnasser Yahia   |  |
| 12              | Amerouche Yahia     |  |
| 16              | Jean-Pierre Sabani  |  |
|                 |                     |  |
| Sélectionneur : |                     |  |
| James Doyen     |                     |  |

| Titulaires :      |                        |  |
|                   |                        |  |
| 1                 | Zaal Chitaladze        |  |
| 2                 | Nick Kbiladze          |  |
| 3                 | Jakob Dzhordzikashvili |  |
| 4                 | Beso Zoidze            |  |
| 5                 | George Zambakidze      |  |
| 6                 | George Totlaze         |  |
| 7                 | Givi Sopoev            |  |
| 8                 | Revaz Devdariani       |  |
| 9                 | Andro Mizandari        |  |
| 10                | Aleksandr Sarkisian    |  |
| 12                | George Anasashvili     |  |
| 13                | Levan Khabuliani       |  |
| 14                | David Sologashvili     |  |
|                   |                        |  |
| Sélectionneur :   |                        |  |
| Irakli Kavtaradze |                        |  |

| Titulaires :    |                     |  |
|                 |                     |  |
| 1               | Sylvain Morice      |  |
| 2               | Rachid Azhari       |  |
| 3               | Fernando Da Cruz    |  |
| 4               | Olivier Debande     |  |
| 5               | Frédéric Duponcheel |  |
| 6               | Joël Fréchet        |  |
| 7               | Koffigan Anny       |  |
| 8               | David Konior        |  |
| 9               | Stéphane Marie      |  |
| 10              | Fabrice Riva        |  |
| 11              | Abdelnasser Yahia   |  |
| 12              | Amerouche Yahia     |  |
| 16              | Jean-Pierre Sabani  |  |
|                 |                     |  |
| Sélectionneur : |                     |  |
| James Doyen     |                     |  |

| Titulaires :      |                        |  |
|                   |                        |  |
| 1                 | Zaal Chitaladze        |  |
| 2                 | Nick Kbiladze          |  |
| 3                 | Jakob Dzhordzikashvili |  |
| 4                 | Beso Zoidze            |  |
| 5                 | George Zambakidze      |  |
| 6                 | George Totlaze         |  |
| 7                 | Givi Sopoev            |  |
| 8                 | Revaz Devdariani       |  |
| 9                 | Andro Mizandari        |  |
| 10                | Aleksandr Sarkisian    |  |
| 12                | George Anasashvili     |  |
| 13                | Levan Khabuliani       |  |
| 14                | David Sologashvili     |  |
|                   |                        |  |
| Sélectionneur :   |                        |  |
| Irakli Kavtaradze |                        |  |

| Titulaires :    |                      |  |
|                 |                      |  |
| 1               | Pavel Shvaiba        |  |
| 2               | Alexandre Danilenko  |  |
| 3               | Iouri Cheleg         |  |
| 4               | Dzmitry Khmialnitski |  |
| 5               | Gennadi Bliznyuk     |  |
| 6               | Artyom Chelyadinski  |  |
| 7               | Alexandr Masko       |  |
| 8               | Aleksandr Savintsev  |  |
| 9               | Vladimir Levus       |  |
| 10              | Serguei Lagoutko     |  |
| 11              | Alexei Sitnikov      |  |
| 12              | Vladimir Roussy      |  |
| 14              | Andrei Vasilenka     |  |
| 16              | Dmitri Yanel         |  |
|                 |                      |  |
| Sélectionneur : |                      |  |
| Serguei Pyshnik |                      |  |

| Titulaires :    |                     |  |
|                 |                     |  |
| 1               | Sylvain Morice      |  |
| 2               | Rachid Azhari       |  |
| 3               | Fernando Da Cruz    |  |
| 4               | Olivier Debande     |  |
| 5               | Frédéric Duponcheel |  |
| 6               | Joël Fréchet        |  |
| 7               | Koffigan Anny       |  |
| 8               | David Konior        |  |
| 9               | Stéphane Marie      |  |
| 10              | Fabrice Riva        |  |
| 11              | Abdelnasser Yahia   |  |
| 12              | Amerouche Yahia     |  |
| 16              | Jean-Pierre Sabani  |  |
|                 |                     |  |
| Sélectionneur : |                     |  |
| James Doyen     |                     |  |

| Titulaires :    |                      |  |
|                 |                      |  |
| 1               | Pavel Shvaiba        |  |
| 2               | Alexandre Danilenko  |  |
| 3               | Iouri Cheleg         |  |
| 4               | Dzmitry Khmialnitski |  |
| 5               | Gennadi Bliznyuk     |  |
| 6               | Artyom Chelyadinski  |  |
| 7               | Alexandr Masko       |  |
| 8               | Aleksandr Savintsev  |  |
| 9               | Vladimir Levus       |  |
| 10              | Serguei Lagoutko     |  |
| 11              | Alexei Sitnikov      |  |
| 12              | Vladimir Roussy      |  |
| 14              | Andrei Vasilenka     |  |
| 16              | Dmitri Yanel         |  |
|                 |                      |  |
| Sélectionneur : |                      |  |
| Serguei Pyshnik |                      |  |

| Titulaires :    |                     |  |
|                 |                     |  |
| 1               | Sylvain Morice      |  |
| 2               | Rachid Azhari       |  |
| 3               | Fernando Da Cruz    |  |
| 4               | Olivier Debande     |  |
| 5               | Frédéric Duponcheel |  |
| 6               | Joël Fréchet        |  |
| 7               | Koffigan Anny       |  |
| 8               | David Konior        |  |
| 9               | Stéphane Marie      |  |
| 10              | Fabrice Riva        |  |
| 11              | Abdelnasser Yahia   |  |
| 12              | Amerouche Yahia     |  |
| 16              | Jean-Pierre Sabani  |  |
|                 |                     |  |
| Sélectionneur : |                     |  |
| James Doyen     |                     |  |

| Titulaires :         |                          |  |
|                      |                          |  |
| 1                    | Francesco Paolo Fradella |  |
| 2                    | Filippo Feliziani        |  |
| 3                    | Daverson Franzoi         |  |
| 4                    | Ivano Roma               |  |
| 5                    | Salvatore Zaffiro        |  |
| 6                    | Massimo Riscino          |  |
| 7                    | Massimo Quattrini        |  |
| 8                    | Massimiliano Mannino     |  |
| 9                    | Aurelio Bussu            |  |
| 10                   | Andrea Rubei             |  |
| 11                   | Gabriele Caleca          |  |
| 12                   | Massimo Rinaldi          |  |
| 13                   | Tadeu Veronesi           |  |
| 14                   | Paolo Minicucci          |  |
|                      |                          |  |
| Sélectionneur :      |                          |  |
| Alessandro Nuccorini |                          |  |

| Titulaires :    |                     |  |
|                 |                     |  |
| 1               | Sylvain Morice      |  |
| 2               | Rachid Azhari       |  |
| 3               | Fernando Da Cruz    |  |
| 4               | Olivier Debande     |  |
| 5               | Frédéric Duponcheel |  |
| 6               | Joël Fréchet        |  |
| 7               | Koffigan Anny       |  |
| 8               | David Konior        |  |
| 9               | Stéphane Marie      |  |
| 10              | Fabrice Riva        |  |
| 11              | Abdelnasser Yahia   |  |
| 12              | Amerouche Yahia     |  |
| 16              | Jean-Pierre Sabani  |  |
|                 |                     |  |
| Sélectionneur : |                     |  |
| James Doyen     |                     |  |

| Titulaires :         |                          |  |
|                      |                          |  |
| 1                    | Francesco Paolo Fradella |  |
| 2                    | Filippo Feliziani        |  |
| 3                    | Daverson Franzoi         |  |
| 4                    | Ivano Roma               |  |
| 5                    | Salvatore Zaffiro        |  |
| 6                    | Massimo Riscino          |  |
| 7                    | Massimo Quattrini        |  |
| 8                    | Massimiliano Mannino     |  |
| 9                    | Aurelio Bussu            |  |
| 10                   | Andrea Rubei             |  |
| 11                   | Gabriele Caleca          |  |
| 12                   | Massimo Rinaldi          |  |
| 13                   | Tadeu Veronesi           |  |
| 14                   | Paolo Minicucci          |  |
|                      |                          |  |
| Sélectionneur :      |                          |  |
| Alessandro Nuccorini |                          |  |

| Titulaires :    |                     |  |
|                 |                     |  |
| 1               | Sylvain Morice      |  |
| 2               | Rachid Azhari       |  |
| 3               | Fernando Da Cruz    |  |
| 4               | Olivier Debande     |  |
| 5               | Frédéric Duponcheel |  |
| 6               | Joël Fréchet        |  |
| 7               | Koffigan Anny       |  |
| 8               | David Konior        |  |
| 9               | Stéphane Marie      |  |
| 10              | Fabrice Riva        |  |
| 11              | Abdelnasser Yahia   |  |
| 12              | Amerouche Yahia     |  |
| 16              | Jean-Pierre Sabani  |  |
|                 |                     |  |
| Sélectionneur : |                     |  |
| James Doyen     |                     |  |

| Titulaires :           |                |
|                        |                |
|                        | Rogerio        |
|                        | Lavoisier      |
|                        | Andre          |
|                        | Indio          |
|                        | Saad Assis     |
|                        | Manoel Tobias  |
|                        | Falcao         |
|                        | Fininho        |
|                        | Anderson       |
|                        | Vander Carioca |
|                        | Marquinhos     |
|                        | Euler          |
|                        |                |
| Sélectionneur :        |                |
| Eustaquio Araujo Takao |                |

| Titulaires :           |                |
|                        |                |
|                        | Rogerio        |
|                        | Lavoisier      |
|                        | Andre          |
|                        | Indio          |
|                        | Saad Assis     |
|                        | Manoel Tobias  |
|                        | Falcao         |
|                        | Fininho        |
|                        | Anderson       |
|                        | Vander Carioca |
|                        | Marquinhos     |
|                        | Euler          |
|                        |                |
| Sélectionneur :        |                |
| Eustaquio Araujo Takao |                |

| Tiger 5's 1999                              | France | 2 - 0 | Malaisie |                                     |                                     |
| 2 décembre 1999 · Historique des rencontres |        |       |          | Singapore Indoor Stadium, Singapour | Singapore Indoor Stadium, Singapour |

## Personnalités notables

### Encadrement
Jacques Devismes est nommé sélectionneur et responsable de la Direction technique du football en salle en France. Le président du District de l'Isère Michel Muffat-Jolly, membre de la Commission centrale de futsal, est nommé chef de délégation, poste qu’il occupe encore en 2020. Pierre Jacky est nommé adjoint de Jacques Devismes. Avec le départ de Devismes pour la formation de l'AS Monaco, l’aventure française du futsal FIFA est mise entre parenthèses.
Après le titre de champion du monde de football 1998, Aimé Jacquet devient Directeur technique national et demande à James Doyen de prendre en charge le projet de développement du futsal. Il garde Pierre Jacky comme entraîneur adjoint, mais n'a pas de réels objectifs sportifs.

### Joueurs
Pour le premier match en 1997, les joueurs français sont triés sur le tas, sans véritablement connaître les règles de la discipline. Il s’agit alors de footballeurs qui pratiquent le futsal de façon ponctuelle. Le jeune Pascal Johansen de 17 ans fait partie de ce premier match de l’histoire, le 17 mars 1997 contre l’équipe B de la Belgique,. Il poursuit ensuite sa formation au RC Strasbourg où il devient footballeur professionnel, connaît la sélection nationale Espoirs et gagne la Coupe de France.
En 1998, l'équipe de France en salle se reforme. Joël Fréchet, qui a terminé sa carrière de footballeur professionnel la même année, s’offre une dernière expérience. Il confie en 2021 : « J’ai été le premier capitaine de l’équipe de France ! ». Frédéric Duponcheel est convoqué pour la première fois en Bleu fin 1998 contre la Belgique dont il connaît tous les joueurs. Lors des qualifications (es) pour le Championnat d'Europe 1999 début novembre, il inscrit deux buts lors du premier match contre la Géorgie (défaite 4-8). Fernando Da Cruz fait aussi partie de l'équipe, devient ensuite le capitaine emblématique entre 1998 et 2006 et totalise 55 sélections.
Jean-Pierre Sabani devient aussi international français de futsal à cette période. En décembre 1999, Jean-Pierre Sabani est gardien de but et capitaine de la sélection invitée à un tournoi à Singapour contre le Brésil notamment.
| Patric Payre         |                |                  |  | x |   |   |   |
| Yann Dumas           |                |                  |  | x |   |   |   |
| Jean-Louis Fernandez |                |                  |  | x |   |   |   |
| Laurent Scweibe      |                |                  |  | x |   |   |   |
| Pascal Johansen      |                | 28 avril 1979    |  | x |   |   |   |
| Amerouche Yahia      |                |                  |  | x |   | x |   |
| Abdelnasser Yahia    |                |                  |  | x |   | x |   |
| Bruno Garnot         |                |                  |  | x |   |   |   |
| Franck Le Terrier    |                |                  |  | x |   |   |   |
| Koffigan Anny        |                |                  |  | x |   | x |   |
| Sylvain Morice       | gardien de but |                  |  |   |   | x |   |
| Rachid Azhari        |                |                  |  |   |   | x |   |
| Fernando Da Cruz     |                | 25 mars 1972     |  |   |   | x |   |
| Olivier Debande      |                |                  |  |   |   | x |   |
| Frédéric Duponcheel  |                | 28 mai 1973      |  |   | x | x |   |
| Joël Fréchet         |                | 27 novembre 1965 |  |   |   | x |   |
| David Konior         |                |                  |  |   |   | x |   |
| Stéphane Marie       |                |                  |  |   |   | x |   |
| Fabrice Riva         |                |                  |  |   |   | x |   |
| Jean-Pierre Sabani   | gardien de but | 20 octobre 1968  |  |   |   | x | x |